# نيك غيليسبي
نيك غيليسبي (بالإنجليزية: Nick Gillespie)‏ هو صحفي أمريكي، ولد في 7 أغسطس 1963 في بروكلين في الولايات المتحدة.

## وصلات خارجية
- نيك غيليسبي على موقع إن إن دي بي (الإنجليزية)